# 中国人民解放军中部战区陆军
中国人民解放军中部战区陆军（英文：Central Theater Command Ground Force），机关驻地石家庄市，是中国人民解放军中部战区的陆军。

## 沿革
2015年12月31日，中国人民解放军陆军领导机构正式成立。2016年2月1日，中国人民解放军战区成立大会在北京八一大楼举行，中共中央总书记、国家主席、中央军委主席习近平向东部战区、南部战区、西部战区、北部战区、中部战区授予军旗并发布训令。中国人民解放军中部战区陆军机关驻河北省石家庄市；中部战区陆军部队来自原北京军区、济南军区。
2018年初以来，中部战区陆军围绕高原、高寒、高热条件下和执行域外维和行动的卫勤保障相关问题，组织部队总结经验、汲取教训、研究对策，并采取逐级审核、专家评审、汇编学习等形式，广泛开展卫勤保障理论研究和实战训练研讨。据悉，下一步他们将结合部队驻训、跨区演习等任务，组织实战化卫勤训练课目演示观摩，推动理论研究深化转化，提升部队卫勤保障能力。

## 编制

### 本级中共组织
- 中国共产党中国人民解放军中部战区陆军委员会

### 机关职能部门
- 参谋部
- 政治工作部
- 后勤部
- 装备部
- 纪律检查委员会

### 直属单位
- 陆军确山合同战术训练基地
- 中国人民解放军陆军第九综合训练基地
- 中国人民解放军陆军第十综合训练基地

### 直属部队
集团军
- 陆军第八十一集团军（军部驻河北张家口）
- 陆军第八十二集团军（军部驻河北保定）
- 陆军第八十三集团军（军部驻河南新乡）

其他直属部队
- 侦察情报第五旅
- 信息保障第五旅
- 电子对抗第五旅
- 舟桥第三十二旅

## 历任领导
| 司令员 1. 史鲁泽 少将（2016年2月—2017年1月） 2. 张旭东 少将（2017年1月—2017年12月） 3. 范承才 中将（2017年12月—2022年12月） 4. 段应民 中将（2022年12月—） 副司令员 - 杨波 少将（2016年—） - 徐起零 少将（2016年—2017年3月） - 薛爱国 少将（2016年—） - 朱晓辉 少将（2018年8月—） | 政治委员 1. 吴社洲 中将（2016年2月—2017年1月） 2. 周皖柱 中将（2017年1月—2023年6月） 3. 缪文江 中将（2023年6月—） 副政治委员 - 胡永生 少将（2016年—2017年4月） - 徐贵福 少将（2017年—） |

| 参谋长 1. 孙永波 少将（2016年—） 副参谋长 - 唐宁 少将（2016年—） - 李明 少将（2016年—） - 汤小川 少将（2016年—） | 政治工作部主任 1. 鲁世胜 少将（2016年—） 政治工作部副主任 - 王瑞成（2016年—） |

| 后勤部部长 1. 郝高潮 少将（2016年—） 后勤部副部长 | 装备部部长 1. 朱世海 少将（2016年—2017年4月） 装备部副部长 - 杨凤兵（2016年—2017年4月） |

纪律检查委员会书记
纪律检查委员会副书记